# Laforina
La enzima Laforina cataliza la reacción de defosforilación de una fosfoproteína.
fosfoproteína + H2O {\displaystyle \rightleftharpoons } proteína + fosfato
Pertenece a la clase dual específica de las proteína fostatasas, EC 3.1.3.48 y 3.1.3.16. Este grupo de enzimas elimina el grupo fosfato unido a un aminoácido serina, treonina y/o tirosina de un amplio rango de fosfoproteínas incluyendo algunas enzimas que han sido fosforiladas bajo la acción de una kinasa. Son muy importantes en el control de eventos intracelulares en células eucariotas.

## Funciones
La Laforina EPM2A es una proteína fosfatasa dual específica que participa en el control del metabolismo del glicógeno particularmente en la monitorización y prevención de la formación de moléculas de glicógeno poco ramificadas. Interacciona consigo misma y con PPP1R5, HIRIP5 y EPM2AIP1. Se une al glicógeno y a los cuerpos de Lafora.

## Isoformas
Se expresa en el corazón, músculo esqueletal, riñones, páncreas y cerebro. Existen cuatro isoformas de esta enzima (1, 2, 3 y 4) de 331, 317, 331 y 152 AA respectivamente. Su localización celular general es el citoplasma aunque la isoforma 1 se encuentra asociada a los poliribosomas en el retículo endoplasmático, en la membrana plasmática y en la membrana celular. La isoforma 2 se encuentra en el retículo endoplasmático, membrana celular y núcleo.

## Patología
La deficiencia en EPM2A es causa de la Epilepsia mioclónica progresiva tipo 2 (EPM2), también conocida como Enfermedad de Lafora. La EPM2 es una forma de epilepsia severa autosomal recesiva que se presenta cuando comienza la adolescencia. Típicamente, a medida que los ataques se incrementan en frecuencia, la función cognitiva declina hacia la demencia y los individuos afectados mueren al cabo de unos 10 años contados desde el primer ataque. La EPM2 ocurre alrededor de todo el mundo, pero es particularmente común en los países mediterráneos del sur de Europa y norte de África, en el sur de la India y en el Medio Oriente.
A nivel celular, la EPM2 se caracteriza por una acumulación de poliglucosanos parecidos al almidón, llamados cuerpos de Lafora, que son más abundantes en los órganos con un metabolismo de glucosa más alto: cerebro, corazón, hígado y músculo esqueletal. Entre otras condiciones que involucran a los poliglucosanos, la EPM2A es única en el sentido que las inclusiones están en las dendritas neuronales pero no en los axones y los poliglucosanos formados están asociados con el retículo endoplasmático.